# Lieffrens

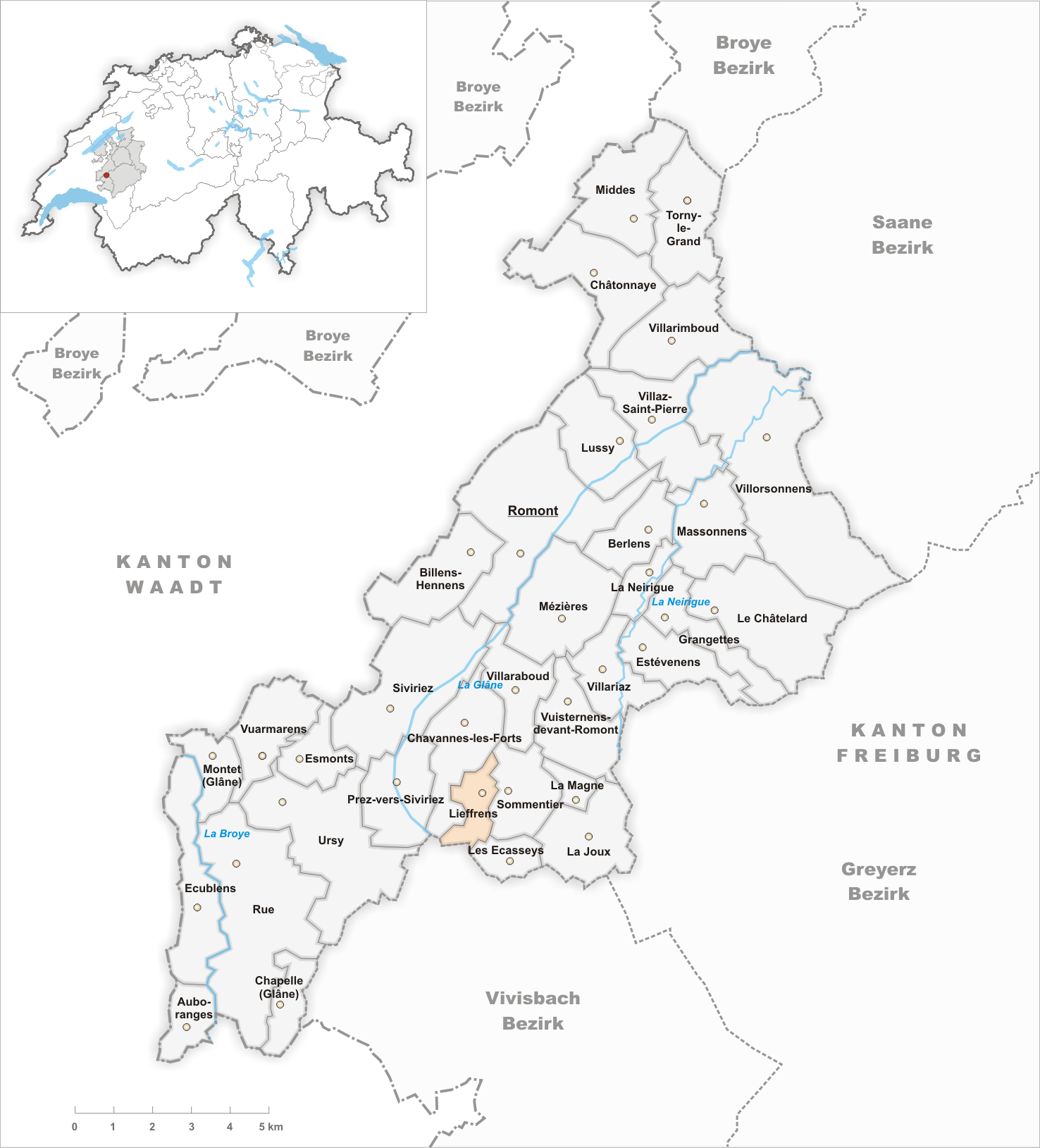
Gemeindestand vor der Fusion am 1. Januar 2003

Lieffrens (Freiburger Patois Lyèfrinⓘ) ist eine Ortschaft und früher selbständige politische Gemeinde im Distrikt Glâne des Kantons Freiburg in der Schweiz. Am 1. Januar 2003 wurde Lieffrens zusammen mit einer Reihe weiterer Gemeinden nach Vuisternens-devant-Romont eingemeindet.

## Geographie
Lieffrens liegt auf 862 m ü. M., drei Kilometer südwestlich von Vuisternens-devant-Romont und sechseinhalb Kilometer südlich des Bezirkshauptortes Romont (Luftlinie). Die Streusiedlung erstreckt sich im Tälchen des Gottau (im Unterlauf Fochau genannt), eines Seitenbachs der Glâne, am Nordwestfuss des Waldhügels Bois du Chaney, im Molassehügelland des höheren Freiburger Mittellandes. Die ehemalige Gemeindefläche betrug rund 1,8 km². Sie umfasste den oberen Teil des Einzugsgebietes des Gottau, den Wald Bois de Lieffrens, erreichte auf der Höhe oberhalb des Hofes Joux Dumas 950 m ü. M. und erstreckte sich im Westen teilweise bis in das Tal des Ruisseau de Chavannes.

## Bevölkerung
Mit 59 Einwohnern (2002) zählte Lieffrens vor der Fusion zu den kleinsten Gemeinden des Kantons Freiburg. Der Ort besteht aus mehreren Hofsiedlungen und Einzelhöfen.
Einwohnerzahlen: Volkszählungsdaten

## Wirtschaft
Lieffrens lebt noch heute zur Hauptsache von der Landwirtschaft, insbesondere von der Milchwirtschaft (für die Käseproduktion) und der Viehzucht.

## Verkehr
Der Ort liegt abseits der grösseren Durchgangsstrassen und besitzt keine Anbindung an das Netz des öffentlichen Verkehrs.

## Geschichte
Die erste urkundliche Erwähnung des Ortes erfolgte im 12. Jahrhundert unter dem Namen Luefrens. Später erschienen die Bezeichnungen Lifreins (1247), Liefrens (1304), Lieffrens und Lyeffrens (1403) sowie Leiferens (1755). Der Ortsname ist vom germanischen Personennamen Leutfred abgeleitet und bedeutet mit dem Suffix -ens so viel wie bei den Leuten des Leutfred.
Lieffrens stand zunächst im Einflussbereich der Herrschaft Rue. Als die Berner 1536 das Waadtland eroberten, kam das Dorf unter die Herrschaft von Freiburg und wurde der Vogtei Rue zugeordnet. Nach dem Franzoseneinfall im März 1798 und dem folgenden Zusammenbruch des Ancien Régime gehörte Lieffrens während der Helvetik und der darauf folgenden Zeit zum Bezirk Rue und wurde 1848 in den Bezirk Glâne eingegliedert. Lieffrens gehört zur Pfarrei Sommentier.
Im Rahmen der vom Kanton Freiburg seit 2000 geförderten Gemeindefusionen wurde Lieffrens zusammen mit Sommentier, La Magne, Les Ecasseys, La Joux, Villariaz und Estévenens mit Wirkung auf den 1. Januar 2003 nach Vuisternens-devant-Romont eingemeindet.